# Ugo Cavallero
Ugo Cavallero (Casale Monferrato, 20 de septiembre de 1880 - Frascati, 13 de septiembre de 1943) fue un militar italiano de importante participación en la Segunda Guerra Mundial como uno de los principales jefes del Regio Esercito de la Italia fascista.

## Biografía

### Carrera militar
Cavallero nació en Casale Monferrato (Piamonte) en una familia adinerada de la localidad. Tras cursar estudios en la academia militar, se graduó como alférez en 1900, luego estudió matemáticas y alemán, y se graduó en 1911. Participó en la Guerra ítalo-turca de 1913, combatiendo en Libia, y ganando una condecoración al valor militar. 
Tras el estallido de la Primera Guerra Mundial y el ingreso de Italia en la contienda, Cavallero fue asignado al estado mayor del comando supremo del Regio Esercito, mostrando habilidad en tácticas y organización de tropas, siendo ascendido a general de brigada en 1918, y participando en la planificación de la táctica italiana en la Batalla del Piave y la Batalla de Vittorio Veneto.  
En 1919 Cavallero se retiró del ejército y se adhirió al fascismo pero volvió al servicio activo en 1925, cuando ocupó el cargo de subsecretario de guerra por orden de Benito Mussolini. Al año siguiente fue designado senador del Reino de Italia y en 1927 ascendió a mayor general. Tras dejar el ejército por segunda vez a fines de la década de 1920, se dedicó a los negocios. No obstante en 1937 se reintegró al servicio activo una vez más, siendo promovido al grado de teniente general y asignado al comando de las fuerzas armadas italianas en el África Oriental Italiana en 1938 pero al año siguiente fue llamado de nuevo a la metrópoli por discrepancias con el virrey Amadeo de Saboya. Cavallero fue ascendido a general de división en 1940.

### Segunda Guerra Mundial
Cuando en 1940 Mussolini decretó la entrada de Italia en la Segunda Guerra Mundial al lado del Tercer Reich, Cavallero fue designado comandante en jefe de las fuerzas italianas en Albania; cuando en octubre de ese mismo año Mussolini ordenó la invasión de Grecia, Cavallero fue el jefe máximo de las fuerzas invasoras. Pese a los graves reveses italianos en Grecia, Cavallero fue designado en diciembre de 1940 como jefe del comando supremo de las fuerzas armadas, encargándose de dirigir las operaciones italianas en Grecia, junto con las operaciones en Egipto y en Abisinia contra las fuerzas británicas, reemplazando a Pietro Badoglio. 
En este nuevo cargo, Cavallero trabajaba conjuntamente desde Roma con el mariscal alemán Albert Kesselring, enviado como "asesor militar" por Hitler, aceptando como inevitable la gran influencia política de los alemanes sobre Italia, y siendo condecorado con la Cruz de Caballero. Cuando en junio de 1941 Alemania lanzó la Operación Barbarroja para invadir la URSS, Mussolini ofreció apoyo bélico al Tercer Reich para la campaña en suelo soviético, enviando al frente oriental casi toda la artillería moderna italiana, junto con casi 16,000 vehículos y 220,000 hombres; Cavallero aceptó esta veleidad de Mussolini y no cuestionó la ejecución de este plan pese a ser consciente de que Italia no estaba en condiciones de enviar y mantener una fuerza tan grande en la URSS, más aún en plena campaña en el Norte de África. 
Cavallero trató de mantener como "subordinado" al general alemán Erwin Rommel, quien dirigía en Libia al Afrika Korps enviado por Alemania, pero los pedidos de Cavallero fueron desestimados por Hitler y Mussolini debido a los éxitos de Rommel. Mientras tanto Cavallero era cuestionado por dirigir todas las operaciones bélicas desde Roma y sin visitar el frente para conocer su realidad (a diferencia de los generales Bastico, Gambara y Messe). Otra crítica contra Cavallero era su abierta complacencia ante las erradas intromisiones de Mussolini en cuestiones puramente técnicas, así como su silencio ante las intromisiones del OKW alemán en las decisiones tácticas del Regio Esercito. Pese a ello, Mussolini nombró a Cavallero como Mariscal de Italia el 1 de julio de 1942 para acallar críticas considerando la mutua simpatía entre Cavallero y los alemanes, ponerlo a la par con Rommel (ascendido por Hitler a mariscal de campo ocho días antes) y recompensar a Cavallero por su firme adhesión al fascismo.
No obstante los cuestionamientos contra Cavallero, Mussolini lo mantuvo como jefe del comando supremo italiano en África del Norte (el África Oriental Italiana ya se había perdido en mayo de 1941) pero debió retirarlo del cargo el 20 de enero de 1943, cuando las fuerzas británicas habían ya triunfado en la El Alamein y estaban a punto de ocupar toda Libia, reemplazándolo por el general Vittorio Ambrosio.

### Caída en desgracia
Cavallero se mantuvo como senador, y no participó en la destitución de Mussolini del 25 de julio de 1943. Por el contrario, el nuevo gobierno de Pietro Badoglio tuvo a Cavallero como sospechoso debido a sus manifiestas simpatías fascistas y proalemanas. No obstante, Cavallero reiteró a Badoglio su adhesión al nuevo régimen y renegó de su anterior lealtad a los alemanes mediante documento escrito, pero de todos modos quedó bajo arresto domiciliario. Cuando el 8 de setiembre se anunció el armisticio de Cassibile, el gobierno de Badoglio abandonó Roma junto con el rey Víctor Manuel III, mientras que Cavallero se quedó en la ciudad y fue liberado por los alemanes.
Por orden de Hitler, Kesselring propuso a Cavallero dirigir a las fuerzas italianas aún leales al fascismo y seguir la guerra al lado de Alemania, pero Cavallero rechazó la oferta. Agentes de la Gestapo pronto descubrieron las pruebas de la reciente "adhesión" de Cavallero al régimen de Badoglio y ello motivó que a su vez los alemanes detuvieran a Cavallero y lo recluyeran en un hotel de Frascati. Acusado de traición por los dos bandos en lucha, Cavallero se suicidó el 14 de septiembre de 1943 durante su detención.